# Nigel Trench, 7. Baron Ashtown
Nigel Clive Cosby Trench, 7. Baron Ashtown, KCMG (* 27. Oktober 1916; † 6. März 2010 in London) war ein britischer Diplomat.

## Leben und Karriere
Trench wurde als Sohn von Clive Newcome Trench und Kathleen Maud Marion McIvor geboren. Trench besuchte das Eton College und das Corpus Christi College der University of Cambridge. Von 1940 bis 1946 diente er in der British Army. Während des Zweiten Weltkriegs war er Major im King’s Royal Rifle Corps und wurde für seine Verdienste mentioned in Despatches.
Am 30. Mai 1946 trat er in den diplomatischen Dienst des Foreign and Commonwealth Office des Vereinigten Königreichs ein, dem er dreißig Jahre bis 1976 angehörte. Trench begann seine diplomatische Karriere von 1946 bis 1949 als Botschaftssekretär in Lissabon. 1952 wurde er an die britische Botschaft in Lima entsandt und war dort als Handelssekretär (Commerce Secretary) tätig. 1955 kehrte er nach Großbritannien zurück. 1961 wurde er zum Botschaftsrat (Counsellor) befördert und war bis 1963 an der Botschaft in Tokio, zuletzt im Rang eines „Head of Chancery“. Von 1963 bis 1967 war er Botschaftsrat in Washington. Von 1967 bis 1969 hatte er das Amt des Counsellor to the Cabinet Office inne. Er war von 1969 bis 1971 Botschafter in Seoul. Zwischen 1971 und 1973 war er „Assistant Under-Secretary“ des Civil Service Selection Board. Von 1974 bis 1976 war er Botschafter in Portugal.
1966 wurde er Companion des Order of St. Michael and St. George (C.M.G.). 1976 wurde er Knight Commander des Order of St. Michael and St. George. Im Ruhestand war er Mitglied von Auswahlgremien von Polizei, Gefängnissen und Feuerwehr. Er unterhielt Verbindungen mit Portugal und Südkorea und wurde schließlich mit dem koreanischen Order of Merit ausgezeichnet.

## Privates
Er heiratete am 1. Dezember 1939 Marcelle Catherine Clotterbooke Patijn van Kloetinge. Marcelle Trench starb im Juli 1994. Sie hatten einen Sohn, Roderick Trench, 8. Baron Ashtown, der 1944 geboren wurde. Am 27. April 1990 erbte Nigel Trench den Titel des Baron Ashtown von seinem Cousin Christopher Oliver Trench, 6. Baron Ashtown, der unverheiratet und kinderlos verstarb.
Nach dem Tod seiner Frau heiratete Trench am 17. Dezember 1997 Dorothea Mary Elizabeth Minchin (* 1928), die frühere Frau von Hans Heinrich XVII., 4. Fürst von Pleß. Sie lebten im Londoner Stadtteil Kensington.
Nach einem Sturz verbrachte er seine letzten Jahre im Rollstuhl. Trench starb am 6. März 2010 im Alter von 93 Jahren im Chelsea and Westminster Hospital in London. Die Einäscherungsfeier fand am 19. März 2010 im Mortlake Crematorium in London statt.